# Eva Flyvholm
Eva Flyvholm (nascuda el 18 d'abril del 1981 a Copenhaguen) és una política danesa que és membre de l'Assemblea Parlamentària per a la Llista d'Unitat, elegida per a les eleccions parlamentàries del 2015. Abans de l'elecció va treballar com a assessora política a la Llista d'Unitat.
Eva Flyvholm és la filla de Lars Flyvholm i Bodil Dalbro. Va ser criada a Selàndia (l'illa més gran a l'oest de Dinamarca). Es va graduar en ciències socials a la Universitat de Roskilde el 2009. També va ser membre del consell de Jyderup High School i va ser professora del think tank Cevea.